# Jara pšenica
Jara pšenica (obična pšenica; lat. Triticum aestivum) jedna od danas 12 priznatih vrsta pšenica (Triticum), poznata je samo u uzgoju, a po nekima postoji pet njezinih podvrsta, među kojima maha i ozima pšenica, ponekada smatrane posebnim vrstama a ponekad podvrstama.
Poznata durum pšenica, podvrsta je bijele ili engleske pšenice (T. turgidum)

## Podvrste
1. Triticum aestivum subsp. aestivum
2. Triticum aestivum subsp. compactum (Host) Domin
3. Triticum aestivum subsp. macha (Dekapr. & Menabde) McKey, maha pšenica
4. Triticum aestivum subsp. spelta (L.) Thell., ozima pšenica
5. Triticum aestivum subsp. sphaerococcum (Percival) Mac Key, indijska kuglasta ili patuljasta pšenica,

- Triticum aestivum, blizu Auvers-sur-Oise, Francuska, 2007
- T. aestivum
- T. aestivum
- T. aestivum
- zrna pšenice T. aestivum